# Хёрнляйн, Хорст
Хорст Хёрнляйн (нем. Horst Hörnlein, иногда встречается написание Хёмляйн нем. Hömlein, 31 мая 1945, Мёренбах, Германия) — немецкий саночник, выступавший за сборную команду ГДР в конце 1960-х — начале 1970-х годов, олимпийский чемпион, чемпион мира и Европы. Принимал участие в двух зимних Олимпийских играх, в 1968 году на соревнованиях в Гренобле смог подняться до седьмого места программы мужских одиночных заездов, в состязаниях смешанных парных саней занял пятое место. Спустя четыре года на Олимпиаде в Саппоро удостоился золота, финишировав первым из всех мужских двоек.
Кроме того, Хёрнляйн имеет в послужном списке пять медалей мирового первенства: одну золотую (1973), одну серебряную (1969) и три бронзовые (1965, 1970, 1971). На чемпионате мира 1966 года был дисквалифицирован польским администратором Лужаном Свидерски за то, что вместе со своим партнёром производил нерагламентированный правилами разогрев саней. Четыре раза становился призёром чемпионата Европы, в том числе трижды был первым (одиночные сани: 1971; парные сани: 1970, 1972) и один раз третьим (одиночные сани: 1970). На международном уровне дебютировал в 1964 году, когда в составе сборной поучаствовал в состязаниях юношеского чемпионата мира. Практически на протяжении всей карьеры выступал в паре Райнхардом Бредовым — именно с ним выиграл большинство своих призов.
По окончании карьеры профессионального спортсмена работал бобслейным тренером в национальной сборной ГДР (1973-90), позже состоял консультантом при сборной Великобритании. Некоторое время был функционером Международной федерации бобслея и тобоггана.